# Герб Гамбии
Герб Гамбии — государственный символ республики Гамбия, принятый 18 ноября 1964 года.

## Описание
Герб представляет собой щит, на котором изображены перекрещенные золотые топор и мотыга. Сверху изображён геральдический шлем рыцаря и пальмовая ветвь поверх него. Щитодержатели — два льва, держащие топор и мотыгу. В нижней части герба находится национальный девиз Гамбии: «Прогресс — Мир — Процветание» (англ. Progress — Peace — Prosperity).

## Символика
Два льва символизируют колониальную историю страны, как части Британской империи. Перекрещенные топор и мотыга означают важность сельского хозяйства для страны, а также символизируют две основные этнические группы — мандинка и фульбе.